# مشروع كلمة للترجمة
كلمة هو مشروع إماراتي وعربي يدعم ترجمة المؤلفات العالمية إلى اللغة العربية، وفي كل عام يختار 200 كتاب من أهم المؤلفات العالمية الكلاسيكية والحديثة ومن مختلف اللغات ليقدمها للقارئ العربي بلغته. وهي مبادرة مستقلة ومشروع غير ربحي تتبع هيئة أبوظبي للسياحة والثقافة، وتحظى بدعم ولي عهد أبوظبي محمد بن زايد آل نهيان. ترجم من خلال كلمة نحو 700 كتاب عن أكثر من 13 لغة، وذلك بعد خطة تم اعتمادها بترجمة 100 كتاب سنوياً.هيئة أبو ظبي للسياحة يعمل على ترجمه كتب للمعرفة الإنسانية باللغة العربية تنطلق عام 2005 في أبو ظبي 

## الإدارة
يندرج مشروع كلمة للترجمة تحت مظلة إدارة البرامج في قطاع دار الكتب في دائرة الثقافة والسياحة - أبوظبي.

### طاقم الإدارة
- المدير التنفيذي لقطاع دار الكتب بالإنابة.
- مدير إدارة البرامج في دار الكتب.
- مدير مشروع كلمة.

### لجنة التحكيم لاختيار الكتب
تتألف لجنة تحكيم مشروع «كلمة» من 8 أعضاء لديهم خبرة واسعة ومعرفة جيدة في الثقافة الإنسانية والترجمة، وينتمون إلى جنسيات وثقافات متعددة، ويقوم أعضاء اللجنة بالنظر في قوائم الكتب المرسلة من دور النشر والمؤسسات العالمية والأخرى المقترحة من أجل اختيار الكتب المهمة وإجازة المناسب منها للترجمة، بالإضافة إلى تقييم الترجمات وتزويد المشروع بمقترحات للترجمة واقتراح أسماء المترجمين الذين يمكن التعاون معهم

## الشعار
اِحياءٍ لِحركَة التَّرجمة فِي العالِم العربِيّ  Reviving translation in the Arab world

## تاريخ
تم إطلاقه عام 2007 وهو في الصميم، يسعى إلى إحياء حركة الترجمة في العالم العربي، من خلال ترجمة ونشر وتوزيع مختارات واسعة من الكتب من عدة لغات عالمية في مجالات متنوعة وتقديمها للقارئ العربي في طبعة فائقة الجودة.
يقع مقر مشروع «كلمة» للترجمة في الإمارات العربية المتحدة في قلب إمارة العاصمة أبوظبي، في منطقة معسكر آل نهيان، في مكان واضح وبارز يصل إليه القاصد بسهولة.
قام المشروع بتأسيس جملة من العلاقات الدولية مع عدد كبير من دور النشر العريقة، وإبرام عقود مع ما يزيد على المئة ناشر عالمي، وتأسيس قاعدة بيانات للمترجمين تضم أكثر من 500 مترجم في مختلف اللغات. كما تم تأسيس اتفاقيات تعاون وشراكة مع عدد من الجامعات والمؤسسات العالمية.
تم توفير خدمة الكتب الإلكترونية في مشروع «كلمة» عبر خدمات المواقع الاجتماعية مثل: «الآي فون» و«الآي باد». وتم إصدار سلسلة صوتية بأسطوانات مدمجة لمجموعة حكايات من ثقافات الشعوب، تجمع تراث الحكايات والأساطير والخرافات الشعبية.

## الاهداف والمساهمات
تتلخص اهداف المشروع بالتالي:
- ترجمة أبرز الكتب العالمية إلى اللغة العربية ومن ثمّ طباعتها وتوزيعها
- مساندة مبادرات التسويق والتوزيع للكتاب من خلال فتح قنوات جديدة للتوزيع وتحديث القنوات الحالية
- دعم صناعة الكتاب العربي والترويج لها على المستوى العالمي،
- الاستثمار في الترجمة باعتبارها مهنة قائمة بذاتها لتشجيع المترجمين وزيادة عدد الأكفاء
- القيام بدور فعال في مجال تسويق الكتب في العالم العربي.
- المساعدة في صناعة الكتاب المترجم في العالم العربي، وإنشاء منصة للتعاون والعمل المشترك بين الناشرين العرب والدوليين عن طريق الحفاظ على حقوق الملكية الفكرية.
- ترجمة وتمويل أبرز الكتب العالمية إلى اللغة العربية ومن ثمّ طباعتها ونشرها وتوزيعها.
- مساندة مبادرات التسويق والتوزيع للكتاب المترجم والتشجيع على القراءة.
- الاستثمار في الترجمة باعتبارها مهنة قائمة بذاتها لتشجيع المترجمين وزيادة عدد الأكفاء منهم.
- مد الجسور بين الثقافة العربية والثقافات الأخرى بهدف توسيع انتشار الثقافة وتحقيق معرفة ثقافية عميقة بالآخر.
- توسيع شبكة التوزيع وإطلاق آليات جديدة للوصول إلى كافة القراء.
- إقامة الأنشطة والفعاليات المتصلة بالترجمة.
- استكمال تحديث وبناء قاعدة بيانات للترجمة في العالم العربي.
- تنظيم حملات القراءة من أجل الترويج للكتب المترجمة.
- المشاركة في معارض الكتاب الدولية من مثل معرض فرانكفورت ومعرض لندن ومعرض بولونيا للأطفال.
- دعم حقوق الملكية الفكرية في العالم العربي والتشجيع على احترامها.

## المواضيع
- المعارف العامة
- الفلسفة وعلم النفس
- الديانات
- العلوم الاجتماعية
- اللغات
- العلوم الطبيعية والدقيقة / التطبيقية
- الفنون والألعاب الرياضية
- الأدب
- التاريخ والجغرافيا وكتب السيرة
- الأطفال والناشئة

## اتفاقات
يعقد المشروع اتفاقات مع بعض المؤسسات الثقافية لإصدار الكتب منها: * شركة المتحف البريطاني في لندن

## الاصدارات
يتم إصدار الكتب المتردمه في كافة فروع ومواضيع مشروع كلمة وتهدف إلى الوصول إلى.. 1000 .. ألف كتاب مترجم وذلك بالتعاون مع المؤسسات الثقافية والمؤلفين.

## جوائز
- الفوز بجائزة خادم الحرمين الشريفين عبد الله بن عبد العزيز العالمية للترجمة عام 2011 في الدورة الخامسة

## مبادرات
- مبادرة جسور عام 2010 التي تهدف دعم الناشرين العرب ماديا ومعنويا
- مؤتمر أبو ظبي الدولي للترجمة الأول والذي تم اطلاقه عام 2012 خلال معرض أبو ظبي الدولي للكتاب في الدورة 23 تحت شعار (الترجمة وافاق اللحظة الراهنة)
- مؤتمر أبو ظبي الدولي للترجمة الثاني عام 2013 تحت شعار تمكين المترجمين

## وصلات خارجية
- الموقع الرسمي لمشروع كلمة